# Расширительный бак

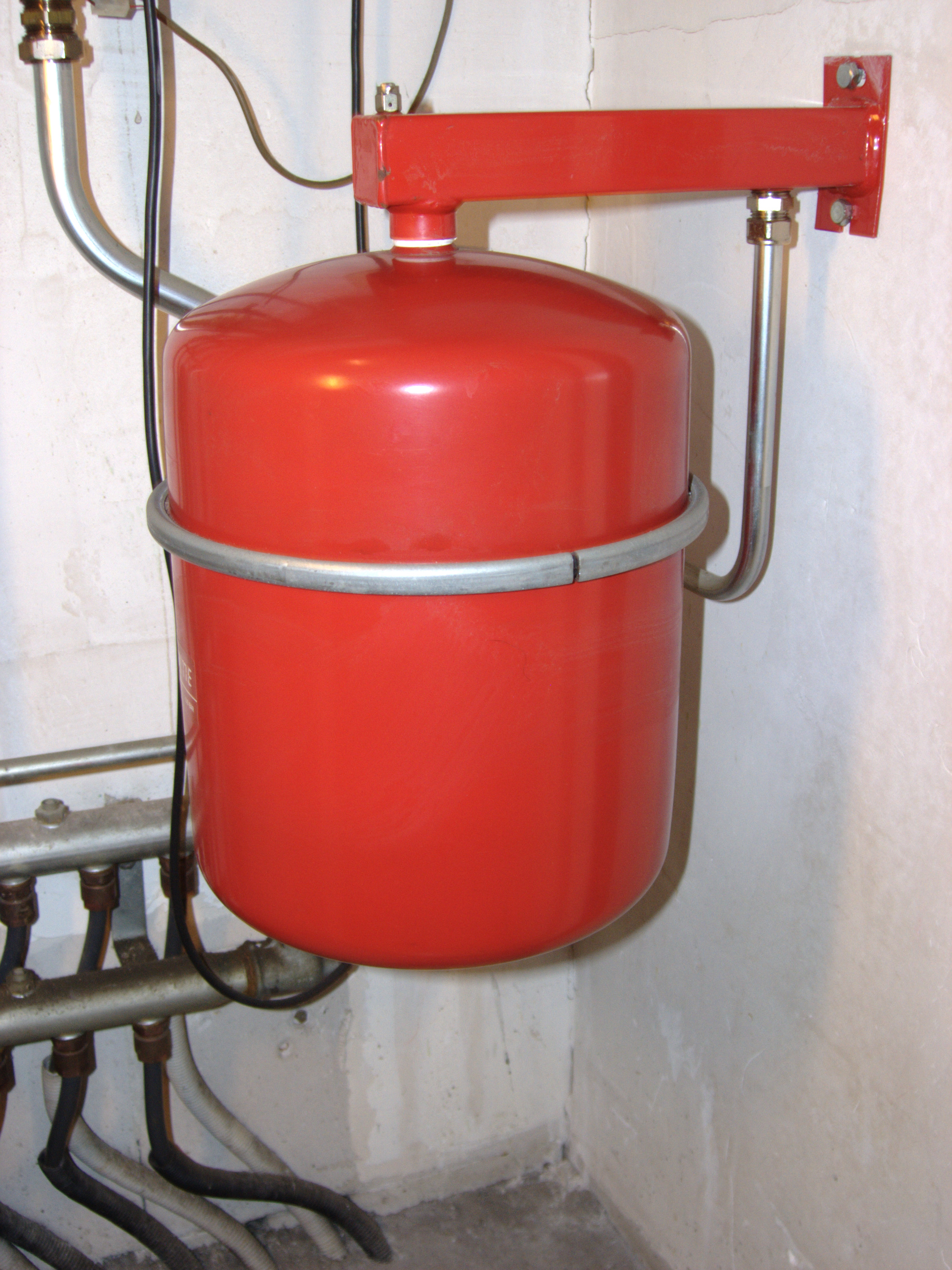
Расширительный бак системы отопления

Расширительный бак — элемент жидкостной системы отопления (или охлаждения, например, двигателей внутреннего сгорания), предназначенный для приёма избытка теплоносителя, возникающего при его тепловом расширении в результате нагревания.

## Назначение
Внутреннее пространство всех элементов системы отопления (трубопроводов, отопительных приборов, арматуры, оборудования и т. д.) заполнено теплоносителем. Получающийся при заполнении объём теплоносителя в процессе эксплуатации системы претерпевает изменения: при повышении температуры теплоносителя он увеличивается, при понижении — уменьшается. Соответственно изменяется внутреннее давление. Однако эти изменения не должны отражаться на работоспособности системы отопления и, прежде всего, не должны приводить к превышению предела прочности и разрушению любых её элементов. Поэтому в систему водяного отопления вводится дополнительный элемент для вмещения расширения объёма воды — расширительный бак.

## Классификация
Расширительный бак может быть открытым, сообщающимся с атмосферой, и закрытым (мембранным), находящимся под переменным, но строго ограниченным избыточным давлением.

### Открытый расширительный бак
Открытые расширительные баки размещают над верхней точкой систем — в чердачном помещении, на лестничной клетке или на кровле зданий и в ряде случаев покрывают тепловой изоляцией. Их изготовляют цилиндрическими или прямоугольными из листовой стали и сверху снабжают люком для осмотра и окраски.
В корпусе бака имеется два или более патрубков:
- патрубок для присоединения расширительной трубы, по которой вода поступает в бак;
- патрубок для циркуляционной трубы, через которую частично отводится охладившаяся вода, создавая циркуляцию и обеспечивая определенный тепловой режим бака (в отапливаемом помещении бак не теплоизолируется и соединяется с системой одной трубой, присоединяемой к патрубку);
- патрубок для контрольной (сигнальной) трубы;
- патрубок для соединения бака с переливной трубой, сообщающейся с атмосферой у раковины для удаления воды в канализацию.

Кроме того, открытый расширительный бак предназначен для восполнения убыли объёма воды в системе при утечке и при понижении её температуры, ограничения гидравлического давления в системе, сигнализации об уровне воды в системе, удаления воды в канализацию при переполнении системы, управления действием подпиточных приборов и, наконец, в отдельных случаях он может служить воздухоотделителем и воздухоотводчиком. Благодаря непрерывному и безотказному выполнению этих разнообразных функций открытый расширительный бак является необходимым и надежным прибором, чем объясняется его широкое распространение.
Открытые расширительные баки вместе с тем имеют недостатки: они могут быть громоздки в системах с большим объёмом теплоносителя, в связи с чем затрудняется их размещение в зданиях и увеличивается бесполезная потеря тепла через их стенки при установке их в местах с отрицательной температурой. При открытых баках вследствие излишнего охлаждения воды в них возможно поглощение воздуха и усиление внутренней коррозии труб и отопительных приборов. Наконец, в ряде случаев требуется прокладка  дополнительных труб.

### Закрытый расширительный бак
Закрытые расширительные баки, располагаемые непосредственно в тепловых пунктах зданий или на тепловых станциях, лишены многих из недостатков открытых баков. Однако их ёмкость значительно превышает ёмкость открытых баков для отопительной системы с таким же объёмом воды, а для уменьшения объёма путём искусственного увеличения внутреннего давления требуются дополнительное оборудование и затрата электрической энергии. Бак имеет две полости, разделённые гибкой диафрагмой. Одна для воздуха под давлением, вторая для воды. Воздух закачивается через ниппель, вода из системы подаётся через патрубок.

## Расчёт расширительного бака
Полезный объём расширительного бака должен соответствовать увеличению объёма воды, заполняющей систему отопления, при её нагревании до средней расчётной (предельной) температуры. Увеличение объёма воды в системе отопления {\displaystyle \Delta V_{0}} составит:
где {\displaystyle V_{0}} — общий внутренний объём арматуры, труб, отопительных приборов и теплообменника системы отопления или, что то же, объём воды в системе при начальной температуре;

{\displaystyle \beta } — среднее значение коэффициента объёмного расширения воды, возрастающее с увеличением температуры;

{\displaystyle \Delta t} — изменение температуры воды от начальной до средней расчетной.